# Kasha Jacqueline Nabagesera

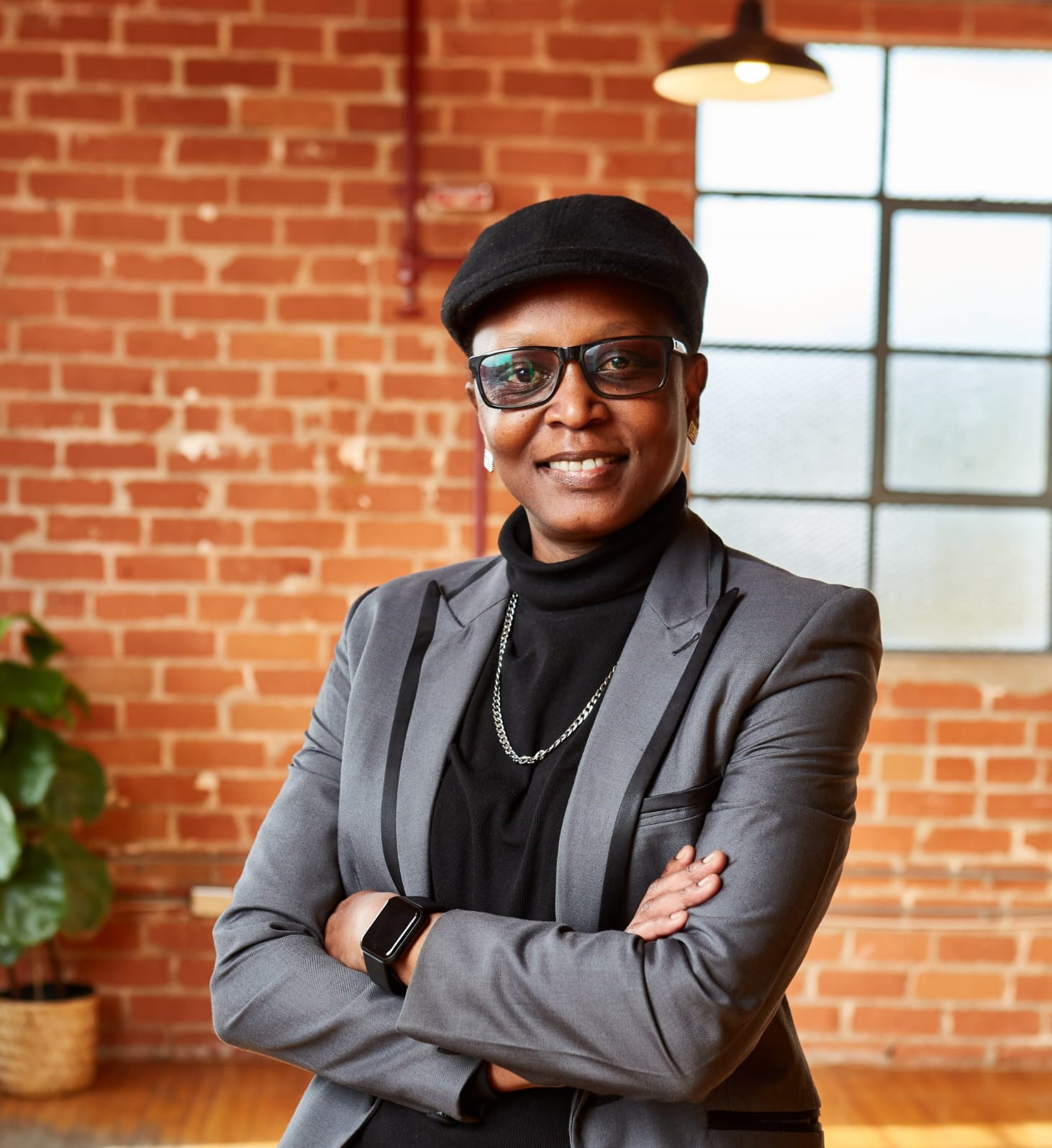
Kasha Jacqueline Nabagesera

Kasha Jacqueline Nabagesera, född 1980, är en ugandisk människorättsförsvarare som erhållit flera internationella priser för sitt arbete för HBTQ-personers rättigheter.
Kasha Nabagesera är utbildad jurist och en av de främsta aktivisterna i Uganda för HBTQ-personers rättigheter. Hon är själv öppet homosexuell och har för det drabbats av förföljelse och mordhot i hemlandet där homosexuella handlingar också kan leda till långa fängelsestraff.
Nabagesera grundade 2003 Freedom & Roam Uganda (FARUG), en ugandisk organisation som arbetar mot diskriminering av HBTQ-personer.

## Priser och utmärkelser (i urval)
- 2011 – Martin Ennals-priset[1]
- 2013 – Internationaler Nürnberger Menschenrechtspreis[2]
- 2013 – Zivilcouragepreis des CSD Berlin[5]
- 2015 – Right Livelihood Award[4][6]